# William Kingdon Clifford
William Kingdon Clifford (ur. 4 maja 1845 w Exeterze, zm. 3 marca 1879 na Maderze) – brytyjski matematyk i filozof.

## Życiorys
Był synem Williama Clifforda, księgarza i sędziego pokoju, i Fanny (Frances) Kingdon. W wieku 15 lat podjął naukę na uczelni King’s College London, następnie w Trinity College w Cambridge. W 1871 został mianowany  profesorem matematyki stosowanej na University College London. W 1874 został członkiem Royal Society.
W 1875 ożenił się z Lucy Lane, która w późniejszych latach została powieściopisarką. Mieli dwoje dzieci.
Zmarł na gruźlicę w wieku 33 lat, podczas pobytu na Maderze. Pochowany został na londyńskim cmentarzu Highgate Cemetery.

## Twórczość i poglądy
Zajmował się algebrą i geometriami nieeuklidesowymi. Opracował teorię bikwaternionów (uogólnienie wprowadzonych przez Williama Hamiltona kwaternionów) oraz algebr Clifforda. W pracy On the Space-Theory of Matter (1876) wyraził pogląd, że materia i energia są jedynie różnymi przejawami krzywizny przestrzeni, który legł u podstaw sformułowanej przez Alberta Einsteina ogólnej teorii względności.
W rozprawie The Ethics of Belief (1877) wyraził pogląd, że człowiek ma moralny obowiązek kwestionować wszelkie przekonania oparte na wierze, a niepoparte empirycznymi dowodami. Polemizował z tym William James. Sam Clifford jako student popierał tomizm, ale pod wpływem lektury Darwina i Spencera stał się agnostykiem i zwrócił się przeciwko religii. Był zawsze wrogo nastawiony do tych, którzy stawiają system kościelny i wyznaniowy ponad człowieczeństwo.